# Lago d'Iseo
(George Sand, Lucrezia Floriani, trad.: Marcello Ricardi)

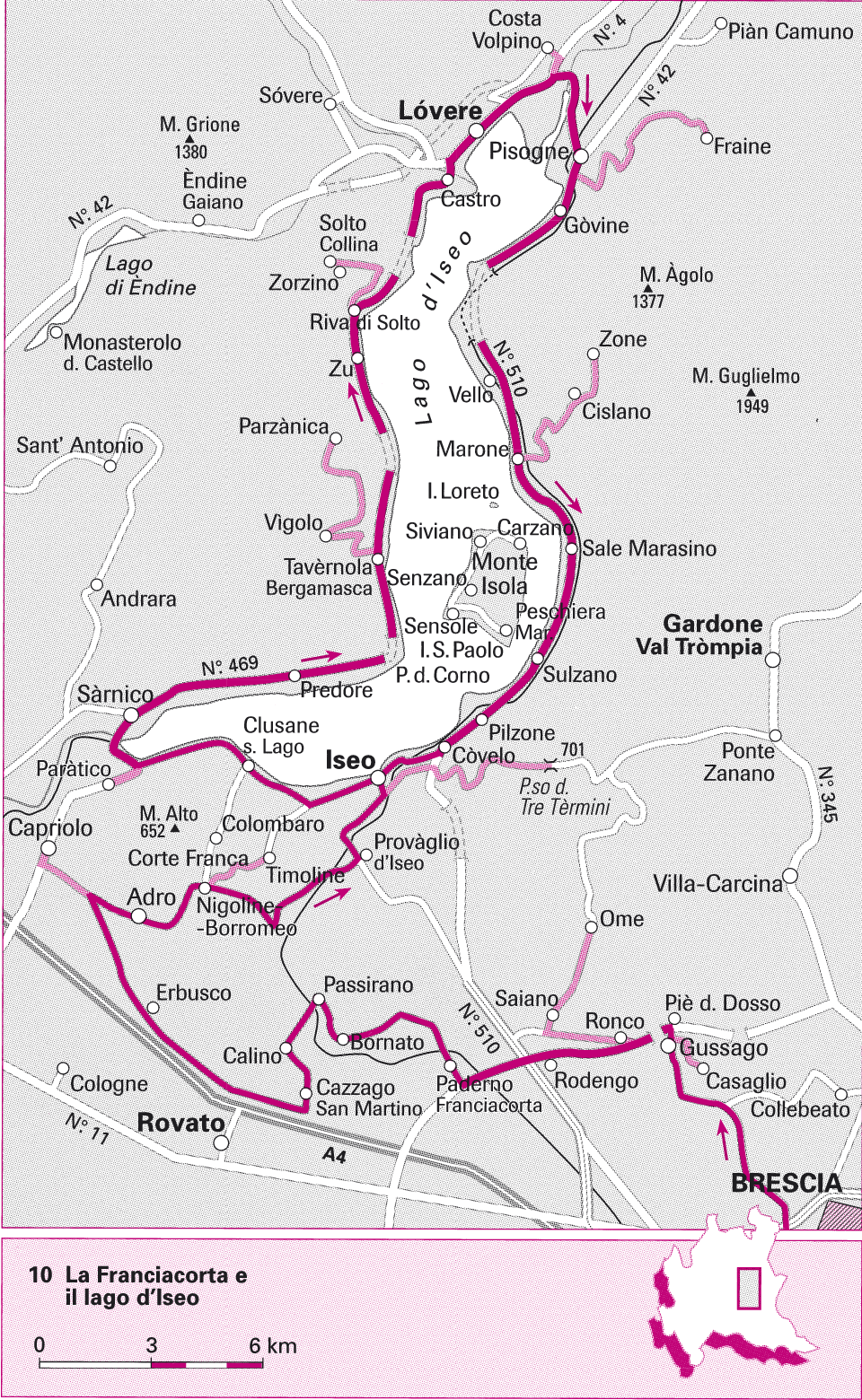
Mappa della Franciacorta e del lago d'Iseo

Il lago d'Iseo o Sebino (Lach d'Ișé o Sebì in lombardo) è un lago italiano dell'Italia settentrionale, di origine glaciale, 
situato in Lombardia. Dal 2018 la porzione settentrionale del lago (chiamata Alto Sebino) fa parte della riserva della biosfera UNESCO della "Valle Camonica - Alto Sebino".

## Descrizione
Situato a 180 m di quota nelle Prealpi, posto in fondo alla Val Camonica, con una superficie di 65,3 km² e una profondità massima di 251 metri (5º per profondità in Italia), si incunea tra le province di Brescia e Bergamo e ospita la più grande isola lacustre naturale d'Italia nonché la più alta isola lacustre d'Europa che prende il nome di Monte Isola, cui fanno da satelliti a nord e a sud i due isolotti di Loreto e di San Paolo. Ha come principale immissario ed emissario il fiume Oglio e inoltre contiene più di 500 specie animali differenti.

## Geologia
Settanta milioni di anni fa la superficie del suolo era molto più in alto, perché sulle rocce, che oggi vediamo, giaceva una coltre di altre rocce, dello spessore di almeno 5000 m e più. Le montagne di allora avevano un andamento del tutto diverso da quello attuale e costituivano una serie di catene parallele, intervallate da profonde vallate.
Le rocce di cui sono costituite le montagne che contornano il lago d'Iseo si sono formate nell'era secondaria, tra i 230 e i 70 milioni di anni fa, a strati, per consolidamento delle fanghiglie che si erano depositate in un antico mare posto in una zona oggi corrispondente allo spazio tra l'Europa centrale e il centro dell'Africa.

## Idrografia

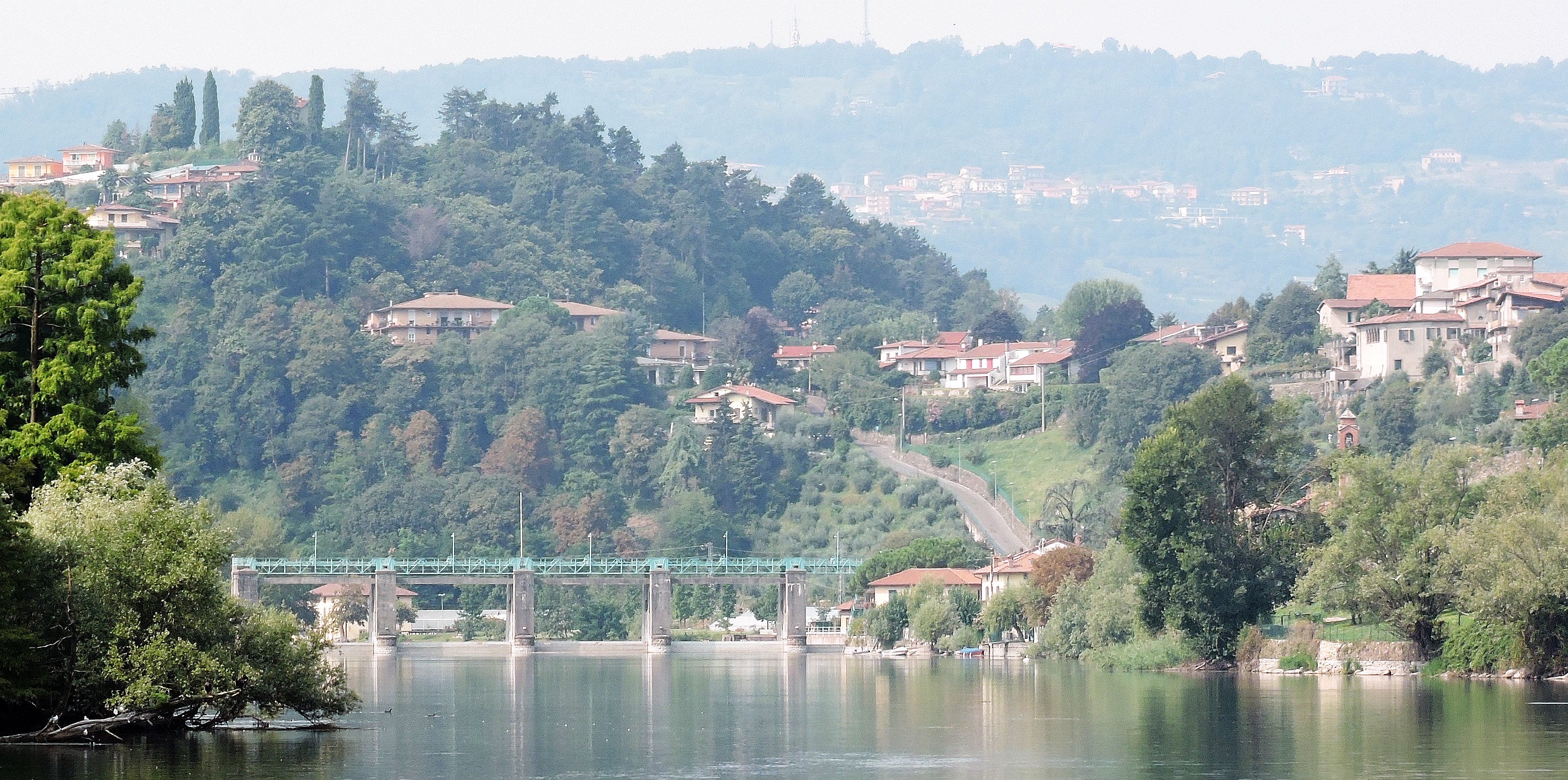
La diga di Sarnico

Il livello del lago è regolato dalla diga di Sarnico, costruita nel 1933 in località Fosio. L'opera, realizzata in calcestruzzo e acciaio, è gestita dal Consorzio dell'Oglio che ne ripartisce le acque prelevate tra usi irrigui e usi idroelettrici.

### Immissari
Oltre all'Oglio alimentano il lago:
sponda bresciana: 
- Bagnadore,
- Calchere,
- Cortelo,
- Opolo;

sponda bergamasca: 
- Borlezza,
- Rino di Vigolo,
- Rino di Predore.

## Clima
Il lago d’Iseo, situato tra le province di Bergamo e Brescia, è caratterizzato da un clima mite e temperato, influenzato positivamente dalla presenza del lago stesso. Questo clima è definito sub-mediterraneo, con inverni relativamente miti ed estati calde ma non eccessivamente afose. Le precipitazioni sono ben distribuite durante tutto l’anno, con una leggera prevalenza nei mesi primaverili e autunnali. Le brezze lacustri, in particolare durante l’estate, contribuiscono a rendere l’ambiente piacevole e a ridurre l’umidità.
Grazie a queste condizioni climatiche favorevoli, attorno al lago si sviluppa una vegetazione ricca e variegata, che unisce specie mediterranee e prealpine. Sulle pendici più soleggiate e nei terrazzamenti coltivati si trovano numerosi uliveti, da cui si ricava un olio d’oliva pregiato. Nelle aree collinari è diffusa la coltivazione della vite, in particolare nella zona meridionale della Franciacorta, famosa per la produzione di vini di alta qualità.
Tra le specie spontanee e coltivate, si possono incontrare piante aromatiche come rosmarino, alloro e cappero, che crescono rigogliose grazie al clima caldo e asciutto di alcune zone. Salendo di quota, la vegetazione si fa più tipica dell’ambiente montano, con la presenza di castagni, faggi e boschi misti di carpini, aceri, frassini e noccioli.
Lungo le rive del lago, in particolare nelle zone più umide, crescono canne palustri, tife e piante acquatiche come le ninfee, che arricchiscono l’ambiente naturale e offrono rifugio alla fauna locale.

## Storia
I primi segni di vita umana sul lago d'Iseo sono alcuni ritrovamenti fatti a Sarnico di resti di palafitte che confermano una presenza preistorica, mentre al nord del lago d'Iseo, in Val Camonica erano attestati i Camuni. Dalle pianure salgono verso nord gli Etruschi e i Celti fino alla conquista romana.

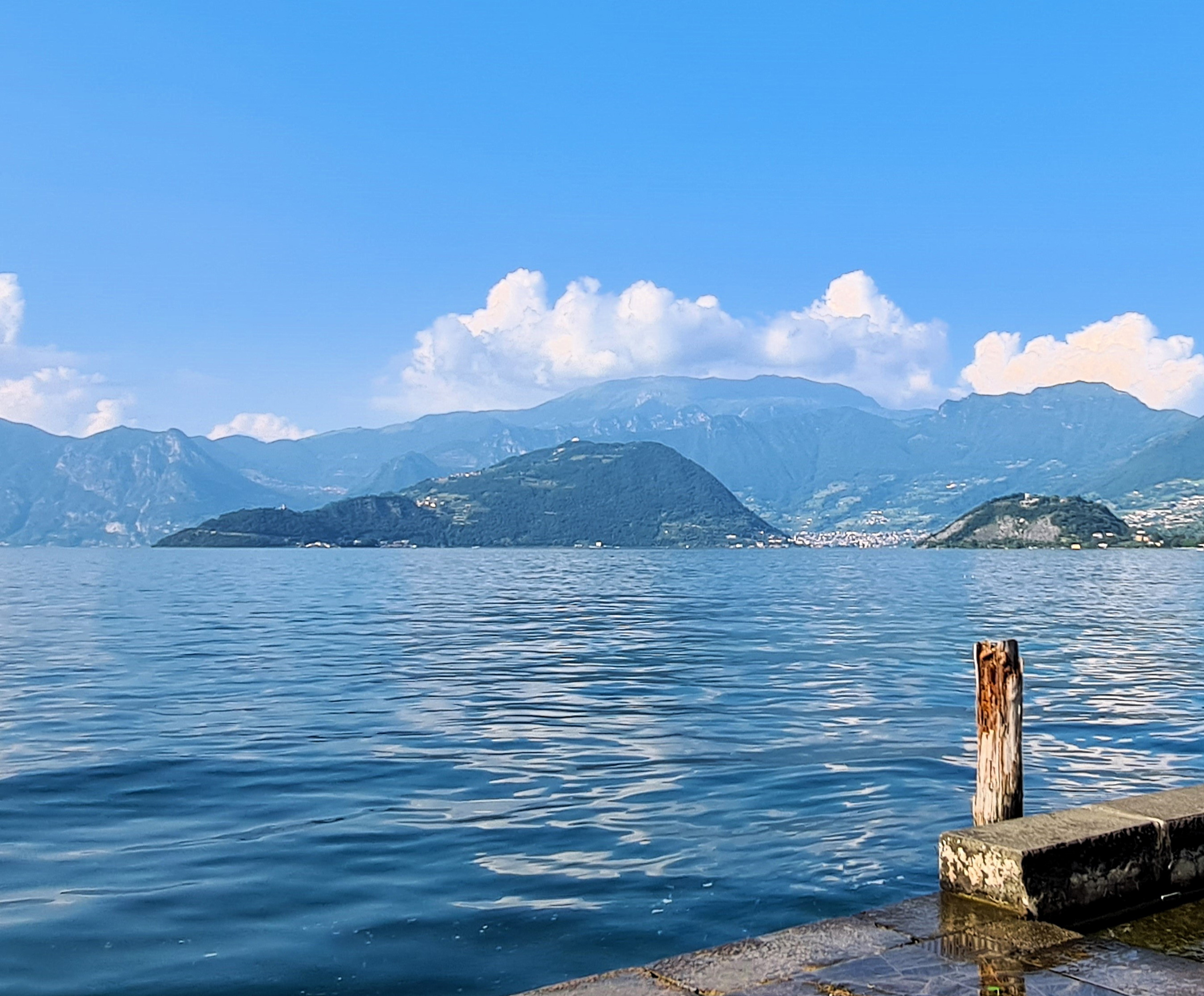
Vista del lago da Iseo, con al centro Monte Isola

Dopo la caduta dell'Impero romano d'Occidente, si susseguono le invasioni barbariche di varie dominazioni, tra cui quella longobarda. Nel 774 Carlo Magno occupa la Val Camonica e parte del lago d'Iseo, facendone donazione ai monaci di Tours. Nel 1161 Federico Barbarossa scende dalla Val Camonica e il 12 giugno espugna, saccheggia e incendia Iseo. La zona vivrà successivamente le lotte continue tra guelfi e ghibellini.
Nel 1373, Bernabò Visconti fece armare due navi, sulle quali erano imbarcati anche dei fanti, per sorvegliare il tratto tra Sarnico e Iseo e impedire così che giungessero rifornimenti ai ribelli delle vallate bergamasche.
Segue nel 1428 l'intervento della Repubblica di Venezia e la sua occupazione dell'intera zona del lago e della valle, a cui segue un periodo di pace fino al 1509. Nel 1797, con la fine della dominazione veneziana, la Val Camonica e Pisogne vengono assegnate al dipartimento del Serio ed unite a Bergamo.
Ritorneranno a far parte della provincia di Brescia nel 1859, quando, sconfitte le truppe austriache a San Martino e Solferino, il territorio viene riunito con il resto della Lombardia al regno di Sardegna, prima tappa dell'unità d'Italia.
Tra giugno e luglio 2016 furono realizzate delle passerelle sulle acque del lago, the Floating Piers, opera degli artisti Christo e Jeanne-Claude.

## Geografia antropica

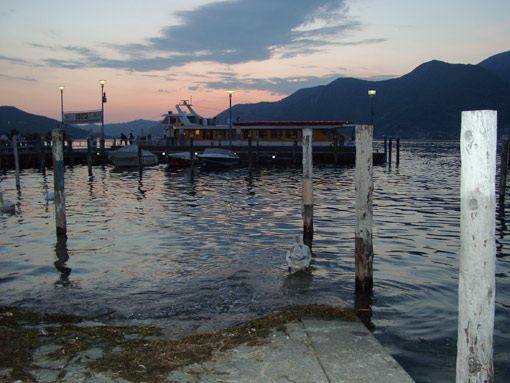
Lago d'Iseo

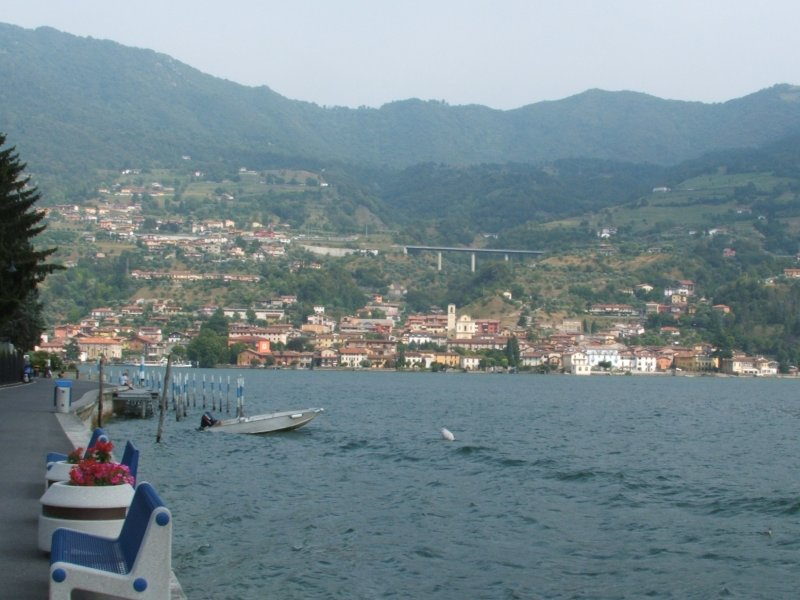
Lago d'Iseo: Sulzano visto da Montisola

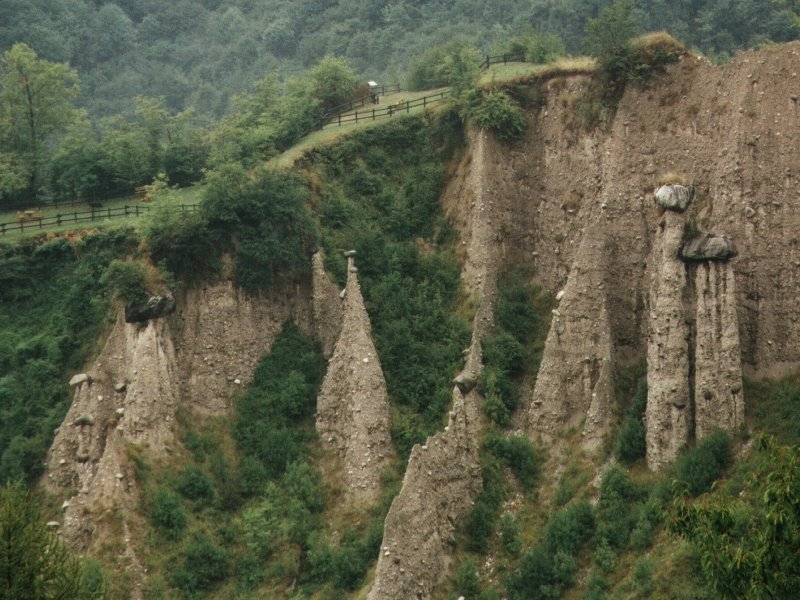
Lago d'Iseo: Le "Piramidi di erosione" di Zone

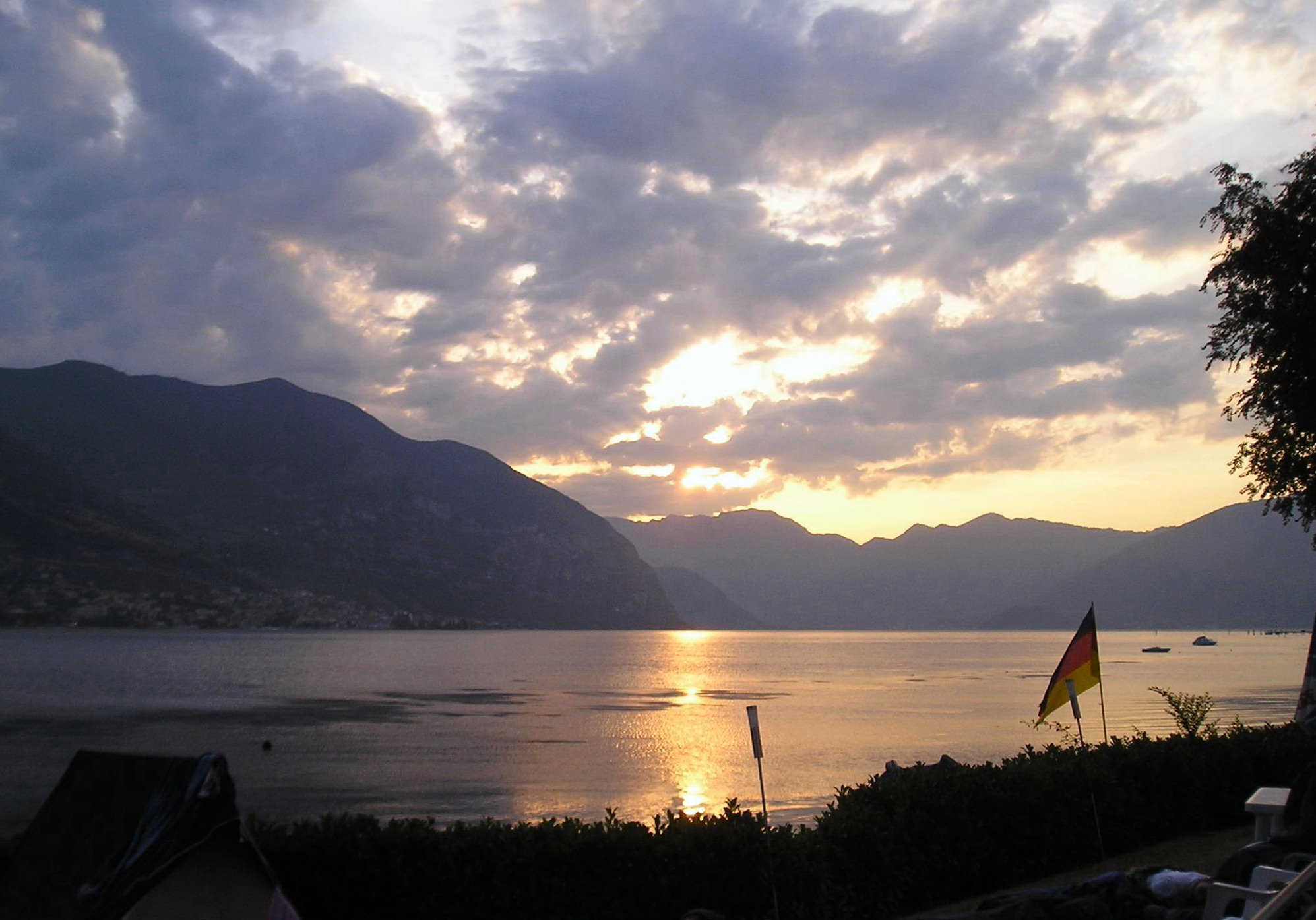
Il lago all'alba, in un giorno d'estate

La principale attività è il turismo: il lago d'Iseo, generalmente frequentato tutto l'anno, ha la sua stagione turistica da maggio a settembre, periodo in cui numerose sono le manifestazioni: regate veliche, concerti e serate danzanti. Nella stagione estiva il lago d'Iseo è una meta importante per gli amanti della nautica da diporto, numerosi fin dagli inizi degli anni settanta. Proprio sulle sponde occidentali del lago, a Sarnico, nel 1842 fu fondato il cantiere italiano produttore d'imbarcazioni di lusso Riva. 
Vi si praticano diverse attività sportive: canottaggio, nuoto, del windsurfing, la pesca, attività subacquee e veliche, queste ultime favorite da venti regolari. Il lago, essendo ricco di trote e di lucci, favorisce la pesca lacustre che è ancora attiva nei paesi rivieraschi. Sulle rive del lago si produce inoltre un ottimo olio di oliva, dotato di notevoli caratteristiche organolettiche. L'industria è presente nei quattro centri principali del lago (Iseo, Sarnico, Pisogne e Lovere).
Lovere costituisce il maggiore centro industriale: il grosso impianto industriale della Lucchini Sidermeccanica, uno dei primi stabilimenti siderurgici italiani, costruito attorno al 1870. A Pisogne è attiva l'industria del legno e delle vernici. A Sarnico vi sono industrie seriche e meccaniche; sono noti inoltre i suoi cantieri per la costruzione di scafi da gara e da diporto, tra cui spicca il celeberrimo cantiere Riva. A Iseo e dintorni esistono industrie di filature di cotone e di coperte, mentre a Sulzano e a Monte Isola vengono prodotte reti da pesca e da caccia. Marone, infine, è sede della "Fabbrica mineraria Dolomite Franchi". A Tavernola Bergamasca opera dai primi anni del secolo scorso una cementeria facente parte del Gruppo Sacci di Roma.
| Brescia                                                                      | Bergamo |
| ---------------------------------------------------------------------------- | --- |
| - Iseo - Sulzano - Marone - Sale Marasino - Pisogne - Paratico - Monte Isola | - Sarnico - Predore - Tavernola Bergamasca - Parzanica - Riva di Solto - Solto Collina - Castro - Lovere - Costa Volpino |
| Vista su Iseo                                                                | |

### La sponda orientale o bresciana

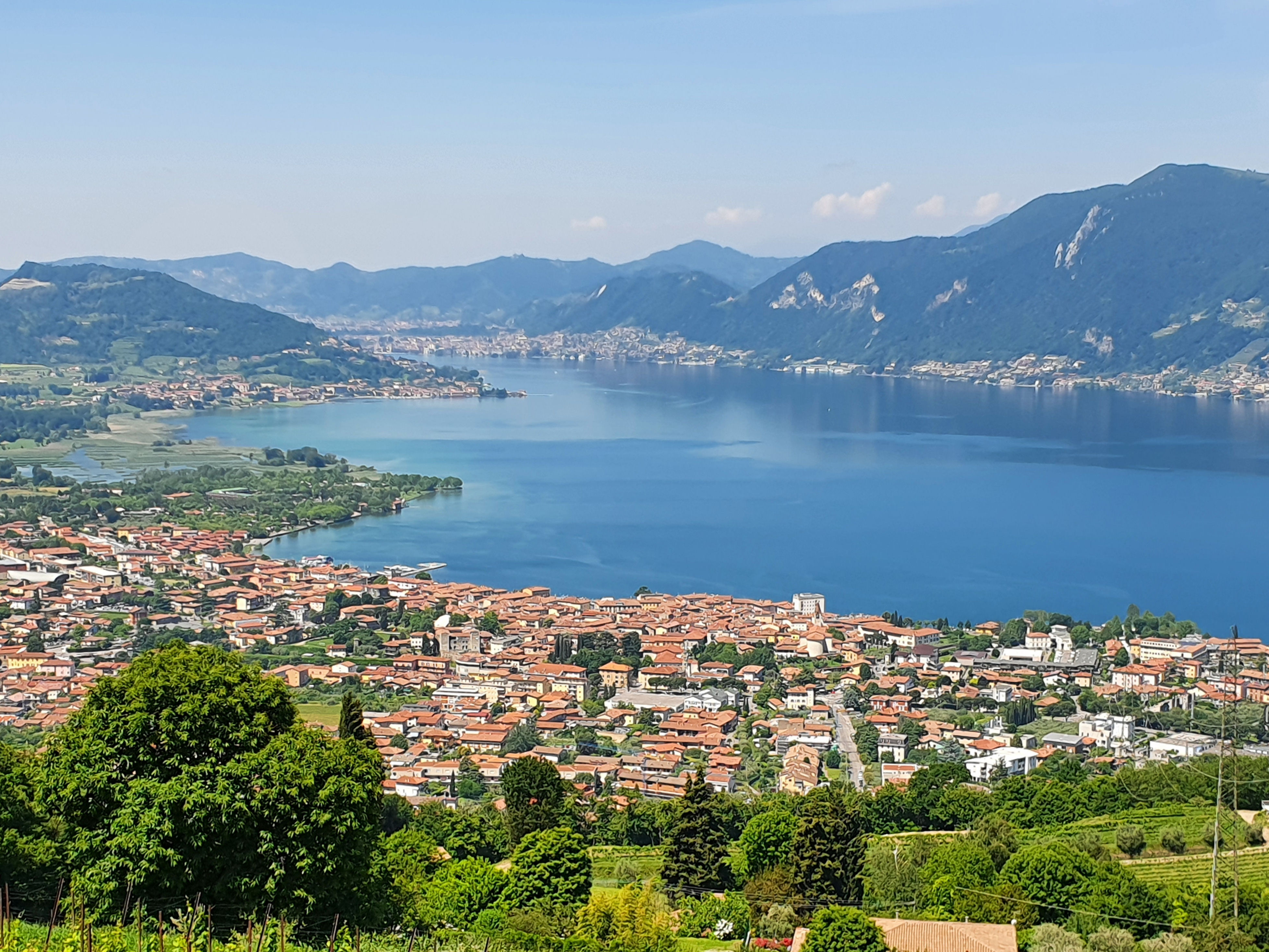
Lago d'Iseo, Iseo visto dalla strada per Polaveno.

La sponda bresciana è molto varia: da una parte il lago e Monte Isola, dall'altra vigne, frutteti, olivi e fiori in basso, a cui seguono boschi di castagni e poi più in alto le arrotondate dorsali dei monti.
Il primo paese della sponda bresciana del lago è Paratico, seguito da Iseo, il centro turistico di maggiore importanza del lago, il cui territorio, occupa due terzi della lunghezza della sponda orientale con le sue frazioni: Clusane (rinomato per la specialità culinaria della "tinca al forno") e Pilzone, con il promontorio di Montecolo e caratterizzato dal fico che cresce sul campanile della chiesa.
Successivamente si incontra Sulzano, paese di pescatori e approdo per i traghetti verso Monte Isola, e Sale Marasino, collocato sul fondo dell'anfiteatro naturale dei monti delle Almane, che conserva la Parrocchiale di San Zenone, altre antiche chiese nelle frazioni e alcuni importanti palazzi cinquecenteschi (tra cui Palazzo Giugni, con affreschi di Giovanni da Marone e di pittori della scuola del Romanino, e Villa Martinengo Villagana, che si affaccia sul lago dirimpetto a Monteisola ed è uno dei Palazzi storici più rilevanti dell'intero Sebino).
Ancora oltre si trova Marone centro industriale, da dove si diparte la strada verso il monte Guglielmo e arriva a Zone, dove si trova il caratteristico fenomeno delle "piramidi di erosione". Successivamente il paesaggio diventa più selvaggio, mentre strada e ferrovia sono nascoste in una serie di gallerie, fino a Pisogne, dove la sponda bresciana termina nel largo piano alluvionale dell'Oglio: nei pressi dell'abitato si trova una riproduzione in cemento del cavallo di Troia, che riproduce un originale di cartapesta, vincitore del locale Carnevale e distrutto da vandali.

### La sponda occidentale o bergamasca
Anche la sponda bergamasca è molto variata. Da Sarnico a Predore esistono tratti di spiaggia, poi il panorama diventa selvaggio con rupi a strapiombo e speroni di roccia (spettacolari sono gli orridi o "bögn" di Castro e di Zorzino), che si susseguono interrotti unicamente dai piccoli delta formati dai torrenti delle valli laterali, dove si trovano i paesi rivieraschi.
 Solo qua e là, in brevi spazi ben soleggiati, appaiono viti e olivi (la Sbresa è la coltivazione tipica) ; per il resto è tutta roccia nuda. Si susseguono gli abitati di Tavernola Bergamasca, Portirone (fraz. di Parzanica), Riva di Solto, Castro, Lovere. Alla confluenza del fiume Oglio nel lago, si trova Costa Volpino, seguito da Rogno, l'ultimo paese dell'Alto Sebino e il primo della Val Camonica.

### Montisola
L'isola, sede del comune Monte Isola, è posta in mezzo al lago, ha una vegetazione tipicamente mediterranea, con fioriture di ginestre in primavera e di eriche in autunno.
È la più grande isola lacustre in Italia e culmina a 600 m s.l.m., con il Santuario della Madonna della Ceriola, posto a oltre 400 m sopra il livello del lago (che a sua volta è di 187 m sul livello del mare). Al santuario si può giungere a piedi da vari sentieri dal centro abitato di Cure (475 m s.l.m. circa), a sua volta accessibile sia a piedi, da sentieri sterrati da nord e da sud dell'isola, sia tramite servizi di bus-navetta.
Il versante occidentale dell'isola scende verso il lago con un dolce pendio, con frutteti e oliveti, mentre l'opposto versante orientale è molto erto e generalmente roccioso.
Vi è proibito l'accesso ai mezzi motorizzati, tranne quelli di pubblica utilità. L'accesso turistico all'isola è possibile tramite traghetti che partono da vari punti delle sponde bergamasca (Sarnico, Tavernola, Lovere) o bresciana (Iseo, Sulzano, Sale Marasino).

## Ambiente

### Fauna
Tra le specie ittiche autoctone è presente l'agone (Alosa agone), chiamato anche sardina dagli abitanti locali.
Insieme a specie di uccelli acquatici e pesci d'acqua dolce come trote.

## Infrastrutture e trasporti

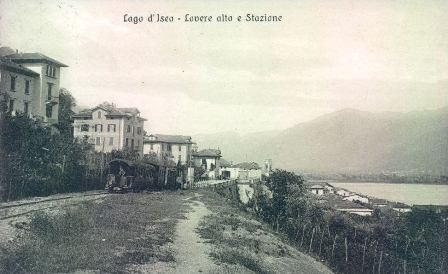
Treno in arrivo alla stazione di Lovere alto nel 1916

Il lago d'Iseo può essere comodamente raggiunto dal capoluogo bresciano tramite la Ferrovia Brescia-Iseo-Edolo, gestita da FerrovieNord, che collega la città di Brescia all'alta Val Camonica con un treno ogni ora, oppure dalla città di Rovato attraverso la ferrovia Rovato-Iseo ora sospesa al traffico viaggiatori.
Il lago d'Iseo è servito inoltre da una rete stradale che costeggia il lago e che è costituita dalle seguenti infrastrutture:
- Strada statale 42 del Tonale e della Mendola: permette il rapido collegamento tra Bergamo e la parte settentrionale del lago (Lovere). La strada prosegue in direzione del Passo del Tonale
- Strada statale 510 Sebina Orientale : collega Brescia al lago di cui costeggia la sponda orientale fino ad innestarsi nella SS 42 del Tonale nei presso di Darfo Boario Terme.
- Strada statale 469 Sebina Occidentale: costeggia la sponda orientale fino all'innesto con la SS 42 del Tonale nei pressi di Lovere

C'è inoltre un servizio di traghetti ferrati che permette il collegamento con Monte Isola e fra i paesi che si trovano sulle rive del lago.
In passato le località rivierasche erano servite da relazioni ferrotranviarie il cui servizio risultava integrato rispetto a quello della navigazione lacustre:
- Tranvia Bergamo-Trescore-Sarnico
- Tranvia della val Cavallina
- Guidovia camuna
- Tranvia Iseo-Rovato-Chiari
- Ferrovia Cremona-Iseo
- Ferrovia Palazzolo-Paratico

Quest'ultima, ancora esistente, è servita da relazioni turistiche stagionali note come "Treno Blu".

### Flotta Navigazione Lago d'Iseo

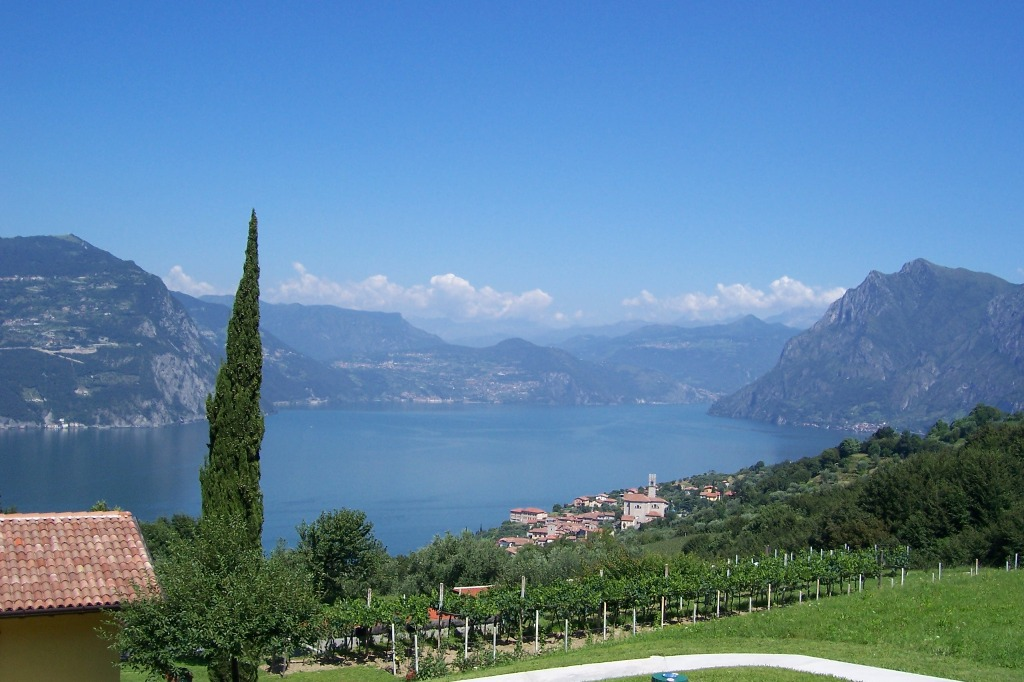
Nord del Sebino da Montisola

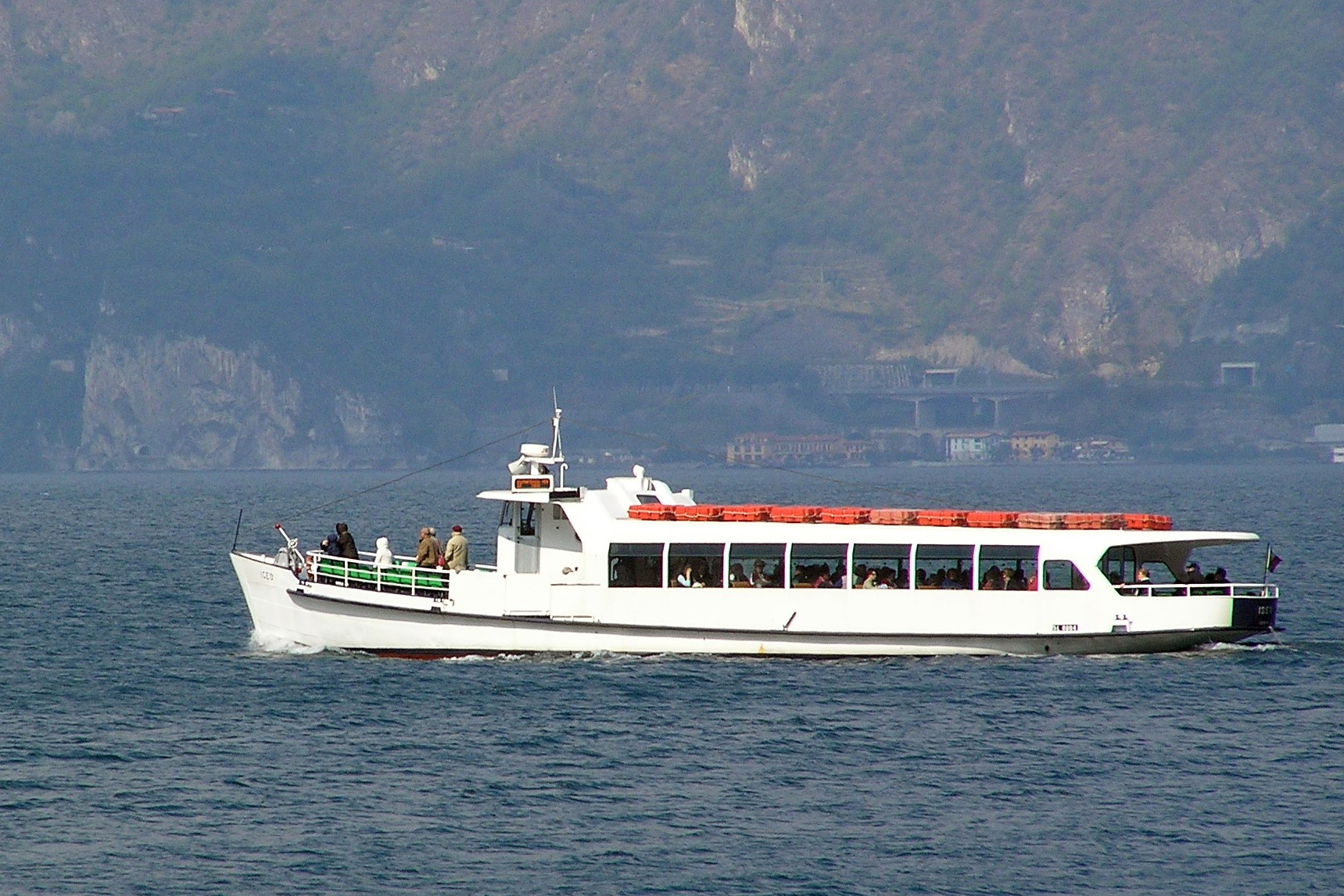
Motonave Iseo, la più anziana della flotta, diretta a Tavernola

| categoria  | nome             | anno di costruzione | posti | posti pranzo | note                                                                       |
| ---------- | ---------------- | ------------------- | ----- | ------------ | -------------------------------------------------------------------------- |
| motonave   | Città di Bergamo | 1991                | 430   | 95           | rimodernata 2023 (impianti, motori prop. gr. elettr, riverniciatura)       |
| motonave   | Città di Brescia | 1986                | 395   | 130          | rimodernata 2023 (verniciatura, fasciame scafo)                            |
| motonave   | Monte Isola      | 1999                | 250   | ---          | entrata in servizio gennaio 2000                                           |
| motonave   | Sebino           | 1999                | 250   | ---          | ---                                                                        |
| motonave   | Lovere           | 1999                | 250   | ---          | ---                                                                        |
| motonave   | Costa Volpino    | 2002                | 210   | 50           | entrato in servizio febbraio 2003                                          |
| motonave   | Iseo             | 1910                | 220   | ---          | rimodernata 1977 Disarmata nel 2015 dopo la bocciatura alla revisione RINA |
| motoscafo  | Marone           | 2006                | 120   | ---          | ---                                                                        |
| motoscafo  | La Naf           | 1988                | 120   | ---          | ---                                                                        |
| motoscafo  | Gardenia         | 1955                | 90    | ---          | rimodernata 1978                                                           |
| motoscafo  | Iris             | 1960                | 90    | ---          | ---                                                                        |
| motoscafo  | Ninfea           | 1955                | 90    | ---          | ---                                                                        |
| motoscafo  | Libeccio         | 1981                | 70    | ---          | entrato in servizio agosto 1982                                            |
| catamarano | L'Isola          | 2010                | 70    | ---          | ---                                                                        |